# Episodi di Bad Monkey
La prima stagione di Bad Monkey viene distribuita sulla piattaforma streaming Apple TV+, a livello globale, a partire dal 14 agosto 2024 , con i primi due episodi disponibili in contemporanea mentre i restanti vengono distribuiti con cadenza settimanale fino al 9 ottobre 2024.
| n° | Titolo originale                                            | Titolo italiano                                       | Pubblicazione     |
| -- | ----------------------------------------------------------- | ----------------------------------------------------- | ----------------- |
| 1  | The Floating-Human-Body-Parts Capital of America            | La capitale americana di resti umani galleggianti     | 14 agosto 2024    |
| 2  | A Hundred Bucks Says You Won't                              | Cento dollari che non lo farai                        | 14 agosto 2024    |
| 3  | Nobody Said He Was Alvin Einstein                           | Non è certo Alvin Einstein                            | 21 agosto 2024    |
| 4  | Nothing's Wrong With It, I Just Don't Need It Anymore       | Non ha niente che non va, ma non mi serve più         | 28 agosto 2024    |
| 5  | That Damn Arm Is Back                                       | Ancora quel maledetto braccio                         | 4 settembre 2024  |
| 6  | Yo, Would You Tell Ms. Chase I Still Love Her Like Crazy    | Dite alla signora Chase che sono ancora cotto di lei? | 11 settembre 2024 |
| 7  | A Total Cat Person                                          | Un vero amante dei gatti                              | 18 settembre 2024 |
| 8  | The Russian Mob Is Very Active in Key West                  | La mafia russa si dà da fare a Key West               | 25 settembre 2024 |
| 9  | You Really Don't Want to Kill This Scrumptious Little Puppy | Come si fa a uccidere questa tenera cucciolotta?      | 2 ottobre 2024    |
| 10 | We're in the Memory-Making Business                         | Siamo nel business dei ricordi                        | 9 ottobre 2024    |

## La capitale americana di resti umani galleggianti
- Titolo originale: The Floating-Human-Body-Parts Capital of America
- Diretto da: Marcos Siega
- Scritto da: Bill Lawrence

### Trama
A Key West, in Florida, alcuni turisti pescano un braccio umano, e il detective Andrew Yancy, momentaneamente sospeso, finisce per occuparsi del caso.

## Cento dollari che non lo farai
- Titolo originale: A Hundred Bucks Says You Won't
- Diretto da: Erica Dunton
- Scritto da: Adam Sztykiel & Ellie Knaus

### Trama
Caitlin incontra Yancy per discutere dei sospetti che ha sulla matrigna Eve. Yancy viene a conoscenza del fidanzato segreto di Eve.

## Non è certo Alvin Einstein
- Titolo originale: Nobody Said He Was Alvin Einstein
- Diretto da: Erica Dunton
- Scritto da: Matt Tarses

### Trama
Yancy e Rosa continuano a cercare informazioni su Nick. Un confronto tra Caitlin e Eve porta a una rivelazione scioccante.

## Non ha niente che non va, ma non mi serve più
- Titolo originale: Nothing's Wrong With It, I Just Don't Need It Anymore
- Diretto da: Marcos Siega
- Scritto da: Annie Mebane

### Trama
Un flashback rivela come si sono conosciuti Eve e Nick, il modo in cui Yancy è stato sospeso e i loschi affari di Nick e Izzy.

## Ancora quel maledetto braccio
- Titolo originale: That Damn Arm Is Back
- Diretto da: Marcos Siega
- Scritto da: Brian C Brown

### Trama
Yancy ha un lampo di genio mentre è in fuga. La Dragon Queen chiede a Egg di Neville.

## Dite alla signora Chase che sono ancora cotto di lei?
- Titolo originale: Yo, Would You Tell Ms. Chase I Still Love Her Like Crazy
- Diretto da: Liz Friedlander
- Scritto da: Milla Bell-Hart

### Trama
In cerca di aiuto, Yancy si rivolge a Rogelio. Bonnie si dà alla fuga. La Dragon Queen affronta Nick ed Eve.

## Un vero amante dei gatti
- Titolo originale: A Total Cat Person
- Diretto da: Liz Friedlander
- Scritto da: Ashley Nicole Black

### Trama
Rogelio e Yancy si ritrovano in una situazione critica. Eve tratta con la Dragon Queen.

## La mafia russa si dà da fare a Key West
- Titolo originale: The Russian Mob Is Very Active in Key West
- Diretto da: Colin Bucksey
- Scritto da: Michael C. Martin

### Trama
Con l'aiuto di Caitlin e Rosa, Yancy escogita un nuovo piano per riportare Nick ed Eve a Miami.

## Come si fa a uccidere questa tenera cucciolotta?
- Titolo originale: You Really Don't Want to Kill This Scrumptious Little Puppy
- Diretto da: Sam Jones
- Scritto da: Matt Tarses

### Trama
Yancy scopre che il suo piano è andato a rotoli e che Rosa è in pericolo. Tra Eve e la Dragon Queen è la resa dei conti.

## Siamo nel business dei ricordi
- Titolo originale: We're in the Memory-Making Business
- Diretto da: Colin Bucksey
- Scritto da: Bill Lawrence & Matt Tarses

### Trama
Le conseguenze della resa dei conti hanno ripercussioni scioccanti.